# 2000-es jégkorong-világbajnokság
A 2000-es jégkorong-világbajnokság a 64. világbajnokság volt, amelyet a Nemzetközi Jégkorongszövetség szervezett. A vb-ken a csapatok négy szinten vettek részt. A világbajnokságok végeredményei alapján alakult ki a 2001-es jégkorong-világbajnokság főcsoportjának illetve divízióinak mezőnye.
A világbajnokság után a csoport elosztását átszervezték.

## A csoport

### Selejtező
A világbajnokságot selejtezők előzték meg. Az előző évi A csoportos vb 11–15. helyezettjei és a B csoportos vb első három helyezettjét két csoportba sorolták. A csoportok első két helyezettje az A csoportos vb-re jutott. A két harmadik egymással pótselejtezőt játszott, ebből a győztes az A csoportos vb-re jutott, a vesztes a B csoportos vb-re került. A negyedik helyezettek a B csoportos vb-re kerültek. A távol-keleti selejtezőben három távol-keleti ország mérkőzött egymással, az első helyezett az A csoportos vb-re jutott.
1. csoport
1. Lettország – Az A csoportos vb-re került
2. Ukrajna – Az A csoportos vb-re került
3. Nagy-Britannia – A B csoportos vb-re került (Norvégia elleni pótselejtező után)
4. Kazahsztán – A B csoportos vb-re került

2. csoport
1. Olaszország – Az A csoportos vb-re került
2. Franciaország – Az A csoportos vb-re került
3. Norvégia – Az A csoportos vb-re került (Nagy-Britannia elleni pótselejtező után)
4. Dánia – A B csoportos vb-re került

Távol-keleti
1. Japán – Az A csoportos vb-re került
2. Kína
3. Dél-Korea

Az A csoportos világbajnokságot 16 csapat részvételével április 29. és május 14. között rendezték Oroszországban.
1–16. helyezettek
- Csehország – Világbajnok
- Szlovákia
- Finnország
- Kanada
- Egyesült Államok
- Svájc
- Svédország
- Lettország
- Fehéroroszország
- Norvégia
- Oroszország
- Olaszország
- Ausztria
- Ukrajna
- Franciaország – Kiesett, 2001-ben a divízió I-ben szerepelt
- Japán*

* – Japán egy távol-keleti selejtezőt játszott 2000 októberében, amelyet megnyert, így bentmaradt a főcsoportban.

## B csoport
17–24. helyezettek
- Németország – Feljutott a főcsoportba
- Kazahsztán – 2001-ben a divízió I-ben szerepelt
- Nagy-Britannia – 2001-ben a divízió I-ben szerepelt
- Lengyelország – 2001-ben a divízió I-ben szerepelt
- Dánia – 2001-ben a divízió I-ben szerepelt
- Észtország – 2001-ben a divízió I-ben szerepelt
- Szlovénia – 2001-ben a divízió I-ben szerepelt
- Hollandia – 2001-ben a divízió I-ben szerepelt

## C csoport
25–33. helyezettek
- Magyarország – 2001-ben a divízió I-ben szerepelt
- Kína – 2001-ben a divízió I-ben szerepelt
- Horvátország – 2001-ben a divízió I-ben szerepelt
- Litvánia – 2001-ben a divízió I-ben szerepelt
- Dél-Korea – 2001-ben a divízió II-ben szerepelt
- Románia – 2001-ben a divízió II-ben szerepelt
- Spanyolország – 2001-ben a divízió II-ben szerepelt
- Jugoszlávia – 2001-ben a divízió II-ben szerepelt
- Bulgária – 2001-ben a divízió II-ben szerepelt

## D csoport
34–42. helyezettek
- Izrael – 2001-ben a divízió II-ben szerepelt
- Belgium – 2001-ben a divízió II-ben szerepelt
- Ausztrália – 2001-ben a divízió II-ben szerepelt
- Dél-afrikai Köztársaság – 2001-ben a divízió II-ben szerepelt
- Izland – 2001-ben a divízió II-ben szerepelt
- Új-Zéland – 2001-ben a divízió II-ben szerepelt
- Mexikó – 2001-ben a divízió II-ben szerepelt
- Luxemburg
- Törökország